# Abradab
AbradAb, właśc. Marcin Marten (ur. 12 listopada 1978) – polski raper, producent muzyczny, przedsiębiorca, autor tekstów, poeta i aktor niezawodowy znany także z występów w zespole Kaliber 44. Od 2002 roku prowadzi solową działalność artystyczną. Członek Akademii Fonograficznej ZPAV. Czterokrotny laureat nagrody Fryderyka, do której zyskał aż dwanaście nominacji. Udzielał się również w innych projektach, jak rap rockowy zespół Kashell, supergrupa ARKanoid, Męskie Granie, czy kolektyw Baku Baku Skład. Młodszy brat Joki.
Współpracował z takimi wykonawcami, jak O.S.T.R., Kali, Rahim, Fokus, Pokahontaz, Peja, L.U.C., Ania Dąbrowska, Borixon, Wojtas, Wzgórze Ya-Pa 3, Grzegorz Markowski, Grubson, Ten Typ Mes, Vienio, Molesta Ewenement, Augustus Pablo, Piotr Banach, Gutek, Indios Bravos, Tede, Numer Raz, Warszafski Deszcz, Donguralesko, Vixen, Bosski Roman, Marika, DJ 600V, Thinkadelic, Maciej Maleńczuk, Wojciech Waglewski, Voo Voo, Liroy, Mesajah, Natural Dread Killaz, WSZ, CNE, HST, IGS, Jajonasz, Kleszcz, Happysad, Coma, Buka, Gromee, Afrojax, DJ Decks, DJ Haem, Czesław Mozil, Losza Vera, Jarecki, Cadillac Dale, Miły ATZ, Ryfa Ri, Frenchman czy Czasin.
W 2011 roku Marten został sklasyfikowany na 17. miejscu listy 30 najlepszych polskich raperów według magazynu „Machina”. Rok później znalazł się na 14. miejscu analogicznej listy opublikowanej przez serwis Porcys.
Poza działalnością artystyczną prowadził wytwórnię muzyczną Inna-My-Twórnia.

## Życiorys
Uczęszczał do X Liceum Ogólnokształcącego w Katowicach.
W 1993 wraz ze swoim starszym bratem Michałem, znanym jako Joka, założył zespół Kaliber 44. Wkrótce potem do zespołu dołączył Piotr Łuszcz występujący jako Mag Magik I. W 1995 zespół podpisał kontrakt płytowy z S.P. Records, natomiast. Rok później ukazał się debiutancki album formacji pt. Księga Tajemnicza. Prolog, który wyszedł w dniu osiemnastych urodzin AbradAba. W 1998 po nagraniu drugiej płyty pt. W 63 minuty dookoła świata Piotr „Magik” Łuszcz odszedł z zespołu. Jeszcze w tym samym roku Marcin wraz ze swoim bratem, wystąpili w filmie fabularnym Poniedziałek u boku Pawła Kukiza, czy Bolca.

Nagranie trzeciej płyty zatytułowanej 3:44 spowodowało czasowe zawieszenie działalności Kaliber 44, natomiast AbradAb rozpoczął karierę solową. W czerwcu 2002 roku wydany został pierwszy singiel promujący nadchodzący album, zatytułowany „Miasto Jest Nasze”, który trafił na pierwsze miejsce listy bestsellerów. 6 czerwca 2004 roku nakładem S.P. Records ukazał się debiutancki album rapera zatytułowany Czerwony album. Album ten łączył style reggae i hip-hop. Wydawnictwo dotarło do 14. miejsca listy OLiS. Kompozycja cieszyła się znaczną popularnością w Polsce, dotarła m.in. do 2. miejsca Szczecińskiej Listy Przebojów Polskiego Radia. 1 grudnia 2005 roku został wydany drugi album AbradAba pt. Emisja spalin. Gościnnie na płycie wystąpili m.in. Numer Raz i brat Martena – Joka. Nagrania dotarły do 38. miejsca listy OLiS.

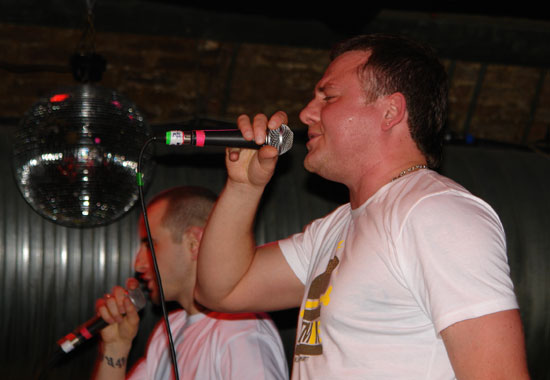
Michał i Marcin Martenowie podczas koncertu w Londynie w 2008 roku

Trzeci album rapera zatytułowany Ostatni poziom kontroli ukazał się 3 października 2008 roku. Gościnnie w nagraniach wzięli udział m.in.: Grubson, Marika i IGS. Płyta dotarła do 42. miejsca listy OLiS, gdzie była notowana przez 2 tygodnie. Był to najsłabszy wynik w historii solowej działalności artystycznej AbradAba. 4 października 2010 roku ukazał się czwarty album studyjny Martena pt. Abradabing. Płyta została wyprodukowana przez pochodzącego z Łodzi rapera Adama Ostrowskiego ps. O.S.T.R. i otrzymała nagrodę Fryderyka za najlepszy album hip-hop. W międzyczasie AbradAb wziął udział w objazdowym festiwalu Męskie Granie. Wydarzenie było promowane piosenką „Wszyscy muzycy to wojownicy” w której Marten wystąpił u boku Wojciecha Waglewskiego i Macieja Maleńczuka.
W 2012 roku ukazał się kolejny album solowy rapera zatytułowany ExtraVertik. Jedynym gościem na tejże płycie był starszy brat rapera czyli Joka, którego zwrotki znalazły się w utworze „Moje demony”. Wydawnictwo zostało w całości nagrane na żywych instrumentach, a niektóre utwory były komponowane przez O.S.T.R. Produkcja uplasowała się na 30. miejscu zestawienia OLiS. Rok później raper wziął udział w reaktywacji składu Kaliber 44. Pierwszy występ zespołu odbył się na Open’er Festival, gdzie duet wystąpił z udziałem instrumentalistów, tzw. „żywym zespołem”. Równolegle działalność wznowił koncertowy skład towarzyszący K44 – Baku Baku Skład. 2 marca 2016 roku, ukazała się czwarta płyta pod tytułem Ułamek tarcia. Płyta szybko podbiła listy OLiS zajmując pierwsze miejsca, oraz sprzedała się w dużym nakładzie egzemplarzy w całej Polsce.
Marcin kontynuował swoją solową karierę w roku 2018 wydając album zatytułowany 048. Album uzyskał nominację do Fryderyka za najlepszy album roku hip-hop, oraz dotarł do 38. miejsca listy OLiS. Artysta w międzyczasie wziął udział w kampanii reklamowej Tiger Energy Drink. Dwa lata później Marten zaangażował się w utworzenie tria z Rahimem oraz Kleszczem. Ich wspólna płyta, zatytułowana ARKanoid, ukazała się 13 listopada 2020 roku. Płyta odniosła sukces komercyjny, zajmując 7. miejsce na liście bestsellerów. W ramach promocji albumu zrealizowano dziewięć teledysków. Koniec roku 2020 był również czasem, kiedy to raper nawiązał współpracę z Comą, zakładając zespół muzyczny o nazwie Kashell. Zespół wykonywał muzykę rap rockową, a Marcin jako jedyny w zespole pełnił rolę wokalisty. 26 listopada 2021 roku, została wydana ich debiutancka płyta pt. Ka$hell. AbradAb tym samym został jednym z nielicznych polskich  raperów śpiewających w zespole rap rockowym.

## Dyskografia

### Albumy
| Tytuł                   | Dane dot. albumu                                                   | Pozycja na liście | Adnotacja                                           |
| Tytuł                   | Dane dot. albumu                                                   | POL               | Adnotacja                                           |
| ----------------------- | ------------------------------------------------------------------ | ----------------- | --------------------------------------------------- |
| Czerwony album          | - Data: 6 czerwca 2004 - Wydawca: S.P. Records                     | 14                |                                                     |
| Emisja spalin           | - Data: 1 grudnia 2005 - Wydawca: S.P. Records                     | 38                |                                                     |
| Ostatni poziom kontroli | - Data: 3 października 2008 - Wydawca: My Music                    | 42                |                                                     |
| Abradabing              | - Data: 4 października 2010 - Wydawca: Inna-My-Twórnia/Fonografika | 8                 |                                                     |
| ExtraVertik             | - Data: 21 kwietnia 2012 - Wydawca: Inna-My-Twórnia/Fonografika    | 30                |                                                     |
| 048                     | - Data: 23 listopada 2018 - Wydawca: Mystic Production             | 38                |                                                     |
| ARKanoid                | - Data: 13 listopada 2020 - Wydawca: MaxFloRec                     | 7                 | ARKanoid (trio współtworzone z Rahimem i Kleszczem) |

### Single solowe
| „Miasto Jest Nasze” (gościnnie: Gutek)          | 2002 | 21 | –  | –  | –  | Czerwony album |
| „...”                                           | 2003 | –  | –  | –  | –  | Czerwony album |
| „Rapowe ziarno 2 (Szyderap) (gościnnie: Gutek)” | 2004 | 14 | 2  | –  | –  | Czerwony album |
| „Mamy Królów na Banknotach”                     | 2010 | –  | 24 | 12 | 30 | Abradabing     |
| „Pół na pół”                                    | 2012 | –  | –  | –  | –  | ExtraVertik    |
| „Kiedywejde”                                    | 2012 | –  | –  | –  | –  | ExtraVertik    |
| „Powietrze”                                     | 2018 | –  | –  | 28 | –  | 048            |
| „Tańcz”                                         | 2018 | –  | –  | –  | –  | 048            |
| „Wir”                                           | 2018 | –  | –  | –  | –  | 048            |
| „Horyzonty”                                     | 2019 | –  | –  | –  | –  | 048            |
| „–” singel nie był notowany.                    |      |    |    |    |    |                |

### Inne notowane utwory solowe
| „Emisja spalin”                                                            | 2006 | 41 | – | Emisja spalin               |
| „Rap to nie zabawa już” (gościnnie: Joka)                                  | 2006 | 9  | – | Emisja spalin               |
| „Wszyscy muzycy to wojownicy” (oraz Wojciech Waglewski i Maciej Maleńczuk) | 2010 | –  | 2 | Wszyscy muzycy to wojownicy |
| „–” utwór nie był notowany.                                                |      |    |   |                             |

### Występy gościnne i kompilacje
| Album                                                         | Rok  | Utwór | Źródło |
| ------------------------------------------------------------- | ---- | --- | ------ |
| IGS – Alchemia                                                | 2001 | „Bezpośrednio” (gościnnie: AbradAb) | [ 48 ] |
| Polski Hiphop Numer 05 (kompilacja)                           | 2003 | IGS, AbradAb – „Bezpośrednio” | [ 49 ] |
| ESKA Squad 2 (kompilacja)                                     | 2004 | AbradAb, Gutek – „Rapowe ziarno 2 (Szyderap)" | [ 50 ] |
| Hip-Hop.pl – Kompilacja (kompilacja)                          | 2004 | AbradAb, Gutek – „Miasto jest nasze” | [ 51 ] |
| Hiphopstacja 2 (kompilacja)                                   | 2004 | AbradAb, Gutek – „Rapowe ziarno 2 (Szyderap)" oraz „Miasto Jest Nasze” | [ 52 ] |
| Promo Only (Polish Edition) 5/2004 (kompilacja)               | 2004 | AbradAb, Gutek – „Rapowe ziarno 2 (Szyderap)" | [ 53 ] |
| The Best Of Hip Hop (kompilacja)                              | 2004 | AbradAb, Gutek – „Rapowe ziarno 2 (Szyderap)" | [ 54 ] |
| Wojtas – Moja gra                                             | 2005 | „Mój hajs” (gościnnie: AbradAb, Borixon, Gutek) | [ 55 ] |
| WSZ, CNE – Jeszcze raz                                        | 2005 | „Baku baku potęga” (gościnnie: AbradAb, Joka, Gutek) | [ 56 ] |
| Piotr Banach – Wu-Wei                                         | 2005 | „Kurły” (gościnnie: AbradAb,) | [ 57 ] |
| Profil CD #02 (kompilacja)                                    | 2005 | Wojtas, Borixon, AbradAb, Gutek – „Mój hajs” | [ 58 ] |
| To Jest Maxxx (kompilacja)                                    | 2005 | AbradAb, Gutek – „Rapowe ziarno 2 (Szyderap)" | [ 59 ] |
| IGS – Garaże                                                  | 2006 | „Lubię dobre” (gościnnie: AbradAb, Tede, Gutek) |        |
| Junior Stress – Witamy W Polsce Megamix (kompilacja)          | 2006 | AbradAb, Gutek – „Lubiędobre” oraz „Augustus (Dla Mojej Córki Kawałek)” | [ 60 ] |
| Bez Obciachu (kompilacja)                                     | 2006 | AbradAb, Joka – „Rap To Nie Zabawa Już” | [ 61 ] |
| Waco Records Sampler 2006 Vol.1 (kompilacja)                  | 2006 | Wojtas, Borixon, AbradAb, Gutek – „Mój hajs” | [ 62 ] |
| Żustoprocent – Ruszaj Siee                                    | 2007 | „Ruszaj Siee” (gościnnie: AbradAb, Numer Raz) | [ 63 ] |
| Rahim – DynamoL                                               | 2008 | „Ta gra” (gościnnie: AbradAb) | [ 64 ] |
| Hip-Hop.pl Składanka 2008 (kompilacja)                        | 2008 | AbradAb – „Leszcze w grze” | [ 65 ] |
| Promo Only Polish Edition 11/2008 (kompilacja)                | 2008 | AbradAb – „Leszcze w grze” | [ 66 ] |
| Rahim – Podróże po amplitudzie                                | 2010 | „Fejm” (gościnnie: AbradAb, Grubson) | [ 67 ] |
| DJ Cube – Forfiter                                            | 2010 | „Forfiter 1" (gościnnie: Jarecki, Warszafski Deszcz, Ten Typ Mes, AbradAb, Pokahontaz) | [ 68 ] |
| Lukatricks – Czarne złoto                                     | 2010 | „Mówią o mnie w mieście” (gościnnie: Tede, Gano, Fokus, AbradAb, Gutek) | [ 69 ] |
| Voo Voo – Wszyscy muzycy to wojownicy                         | 2010 | „Wszyscy muzycy to wojownicy” (gościnnie: AbradAb, Maciej Maleńczuk) | [ 70 ] |
| L.U.C. – PyyKyCyKyTyPff                                       | 2010 | „Kto jest ostatni?” (gościnnie: AbradAb) | [ 71 ] |
| Rahim – Amplifikacja                                          | 2010 | „Fejm (DonDe Remix)” (gościnnie: AbradAb, Grubson) | [ 72 ] |
| Męskie Granie Volume 2 (kompilacja)                           | 2010 | Wojciech Waglewski, Maciej Maleńczuk, AbradAb – „Wszyscy muzycy to wojownicy" | [ 73 ] |
| Viva 10 Lat (kompilacja)                                      | 2010 | AbradAb, Gutek – „Rapowe ziarno 2 (Szyderap)" | [ 74 ] |
| Grubson – Coś więcej niż muzyka                               | 2011 | „Polski hip-hop” (gościnnie: Decybel, Rahim, Wojtas, AbradAb) | [ 75 ] |
| O.S.T.R. – Jazz, dwa, trzy                                    | 2011 | „Track 6" (gościnnie: AbradAb) | [ 76 ] |
| Frenchman – Świadectwo                                        | 2011 | „Jedna setna” (gościnnie: AbradAb) | [ 77 ] |
| Hip-Hop Monsters (kompilacja)                                 | 2011 | AbradAb, Gutek – „Miasto jest nasze” | [ 78 ] |
| Bosski Roman – Krak 4                                         | 2012 | „Kwestia wyboru” (gościnnie: AbradAb) | [ 79 ] |
| Bartosz Chajdecki – Misja Afganistan (kompilacja)             | 2012 | Voo Voo, Maciej Maleńczuk, AbradAb – „Wszyscy muzycy to wojownicy” | [ 80 ] |
| DJ Noz – Rap History 2002 (kompilacja)                        | 2012 | AbradAb, Gutek – „Miasto jest nasze” | [ 81 ] |
| Zion Squadzik #1 (kompilacja)                                 | 2012 | AbradAb – „Nie Ma Snu” | [ 82 ] |
| L.U.C., Motion Trio – Nic się nie stało                       | 2013 | „Przedmiot liryczny” (gościnnie: Czesław Mozil, AbradAb, Vienio) | [ 83 ] |
| Mesajah – Brudna prawda                                       | 2013 | „Ludzie roboty” (gościnnie: AbradAb) | [ 84 ] |
| Wojtas – 23                                                   | 2013 | „Ponad tym" (gościnnie: AbradAb, Franek) | [ 85 ] |
| HST – Sen koszmarny                                           | 2014 | „Przyjaźń” (gościnnie: AbradAb) | [ 86 ] |
| Wirus – 60 kilo wersów                                        | 2014 | „Adrenalina” (gościnnie: AbradAb) | [ 85 ] |
| Piotr Banach – 35/50. 35 lat na scenie/50 lat na świecie      | 2015 | „Kurły” (gościnnie: AbradAb) | [ 85 ] |
| Buka, Rahim – Optymistycznie                                  | 2015 | „U” (gościnnie: AbradAb) | [ 85 ] |
| Wielki Elektronik – Presja                                    | 2017 | „Presja” (gościnnie: AbradAb, Gruber, Indo) | [ 85 ] |
| DJ Decks – Mixtape Vol. 6                                     | 2018 | „Styl, rap, bit, pasja” (gościnnie: AbradAb, Gural, Fokus) | [ 85 ] |
| Pokahontaz – Renesans                                         | 2019 | „Czarna dziura” (gościnnie: AbradAb, Miły ATZ) | [ 85 ] |
| Kleszcz, Kopruch – Ndke2 Sequel                               | 2019 | „Kryj ryj” (gościnnie: AbradAb) | [ 85 ] |
| The Best Of 30 Lat SP Records (kompilacja)                    | 2019 | AbradAb, Gutek – „Miasto jest nasze” | [ 85 ] |
| Herbert 3.0 (kompilacja)                                      | 2019 | AbradAb – „Ze szczytu schodów” | [ 85 ] |
| Zapraszamy do Trójki (kompilacja)                             | 2019 | AbradAb – „Powietrze” | [ 85 ] |
| Wysoki Lot – A potem zobaczymy                                | 2020 | „Skrzypi mi najk” (gościnnie: AbradAb) | [ 85 ] |
| Wojciech Ciuraj – Dwa żywioły                                 | 2020 | „Dwa żywioły” (gościnnie: AbradAb) | [ 85 ] |
| Markowy, Decó – Markowy Decó                                  | 2020 | „Człowiek się zmienia” (gościnnie: AbradAb, DJ Jaroz) | [ 87 ] |
| Good Vibe Cartel – GoodVibeCypher                             | 2020 | AbradAb, Oxon, Mati Ważny, Kruck „GoodVibeCypher#9” | [ 88 ] |
| Gromee – Tiny Sparks                                          | 2020 | „Powiedz mi (kto w tych oczach mieszka)” (gościnnie: AbradAb, Ania Dąbrowska) | [ 89 ] |
| Kleszcz – Nie ma płyta                                        | 2021 | „Straszak Sam” (gościnnie: AbradAb) | [ 85 ] |
| Happysad – Odrzutowce i kowery                                | 2021 | „Nasza jest noc” (gościnnie: AbradAb) | [ 85 ] |
| Voo Voo – Nabroiło się (1986–2021)                            | 2021 | „Wszyscy muzycy to wojownicy” (gościnnie: AbradAb, Maciej Maleńczuk) | [ 85 ] |
| Czasin – El Teatro                                            | 2021 | „Sol” (gościnnie: AbradAb) | [ 85 ] |
| Fabijański, Ńemy – Cukier                                     | 2022 | „2.0 wampir” (gościnnie: AbradAb) | [ 85 ] |
| Skorup, Jazz Gang Beatz – Bocianie gniazda EP                 | 2022 | „Bocianie gniazda” (gościnnie: AbradAb) | [ 85 ] |
| De Nekst Best – De Nekst Best Mixtape Vol. 2                  | 2022 | „CHA – CHING” (gościnnie: AbradAb, Miły ATZ, FonTam, Ryfa Ri) | [ 90 ] |
| L.U.C. & Rebel Babel Ensemble – Dialog II                     | 2022 | „Historia i teraźniejszość” (gościnnie: AbradAb, Danger AK, Peja) | [ 91 ] |
| Narodowa Orkiestra Dęta w Lubinie – WINDRap! Orchestra Vol. 1 | 2022 | „Chichot” (gościnnie: AbradAb, Afrojax, Vixen) „To co mam” (gościnnie: AbradAb, Rahim, Kleszcz) „Malkontent” (gościnnie: AbradAb, Rahim, Kleszcz) „Pytania i wybory” (gościnnie: Grubson, AbradAb, Jarecki) | [ 92 ] |
| Jacek Korohoda – Nie patrz                                    | 2023 | „Czas na granie” (gościnnie: AbradAb) | [ 93 ] |
| KONTRABANDA – Gra o tron                                      | 2024 | „Gra o tron” (gościnnie: AbradAb) | [ 94 ] |
| Kali – Zapiski z Landry (oraz Sir Michu)                      | 2024 | „Nicość” (gościnnie: AbradAb) | [ 95 ] |

## Teledyski
| Tytuł                                                                                  | Rok  | Reżyseria                                       | Album                     | Źródło  |
| -------------------------------------------------------------------------------------- | ---- | ----------------------------------------------- | ------------------------- | ------- |
| „Miasto jest nasze” (gościnnie: Gutek)                                                 | 2004 | –                                               | Czerwony album            | [ 96 ]  |
| „Rapowe ziarno” (gościnnie: Gutek)                                                     | 2004 | Kobas Laksa                                     | Czerwony album            | [ 97 ]  |
| „Państwo jest nasze” (gościnnie: Tede, Gutek)                                          | 2005 | Magdalena Osińska                               | Czerwony album            | [ 98 ]  |
| „Rap to nie zabawa już” (gościnnie: Joka, DJ Feel-X)                                   | 2005 | Kobas Laksa, Luk Gutt                           | Emisja spalin             | [ 99 ]  |
| „Odór” (gościnnie: Grubson)                                                            | 2009 | Kopruch / Przedmarańcza                         | Ostatni poziom kontroli   | [ 100 ] |
| „Szukam Cię pod swój rytm” (gościnnie: Marika)                                         | 2009 | Kopruch / Przedmarańcza                         | Ostatni poziom kontroli   | [ 101 ] |
| „Mamy Królów na Banknotach”                                                            | 2010 | Kopruch / Przedmarańcza                         | Abradabing                | [ 102 ] |
| „Czuję się jak” (gościnnie: O.S.T.R., DJ Haem)                                         | 2010 | Agnieszka Kosińska, Michał Wojtasik             | Abradabing                | [ 103 ] |
| „Spadam”                                                                               | 2010 | Tomasz „Fromski” Bochniak, Maciej „Manas” Lenda | Abradabing                | [ 104 ] |
| „My nadal (chcemy być sobą)”(gościnnie: Grzegorz Markowski)                            | 2011 | Jacek Kościuszko                                | –                         | [ 105 ] |
| „Kiedywejde”                                                                           | 2012 | Kopruch / Przedmarańcza                         | ExtraVertik               | [ 106 ] |
| „Pół na pół”                                                                           | 2012 | –                                               | ExtraVertik               | [ 107 ] |
| „#Hot16Challenge”                                                                      | 2014 | –                                               | –                         | [ 108 ] |
| „Powietrze”                                                                            | 2018 | Kopruch / Przedmarańcza                         | 048                       | [ 109 ] |
| „Tańcz”                                                                                | 2018 | Michał „Eprom” Baj                              | 048                       | [ 110 ] |
| „Wir”                                                                                  | 2018 | Mateusz Holak                                   | 048                       | [ 111 ] |
| „Horyzonty”                                                                            | 2019 | Michał Tylka                                    | 048                       | [ 112 ] |
| „#Hot16CHallange2”                                                                     | 2020 | –                                               | –                         | [ 113 ] |
| Inne                                                                                   |      |                                                 |                           |         |
| Thinkadelic – „Wyżej i wyżej” (gościnny występ w klipie)                               | 1998 | –                                               | Lek                       | [ 114 ] |
| Żustoprocent – „Ruszaj Siee” (gościnnie: Numer Raz, AbradAb)                           | 2007 | –                                               | –                         | [ 115 ] |
| Lukatricks – „Mówią o mnie w mieście” (gościnnie: AbradAb i inni)                      | 2010 | Toczy Videos                                    | Czarne złoto              | [ 116 ] |
| Rahim – „Fejm” (gościnnie: AbradAb, Grubson)                                           | 2010 | Kopruch / Przedmarańcza                         | Podróże po amplitudzie    | [ 117 ] |
| L.U.C. – „Kto jest ostatni?” (gościnnie: Abradab)                                      | 2010 | L.U.C                                           | PyyKyCyKyTyPff            | [ 118 ] |
| Bosski Roman – „Kwestia Wyboru” (gościnnie: AbradAb)                                   | 2012 | Gwaranto Studio                                 | Krak 4                    | [ 119 ] |
| Pih – „Przeszłość Niemile Widziana” (gościnnie: Joka, Buka) (gościnny występ w klipie) | 2014 | Evil Eye Studio                                 | Kino nocne                | [ 120 ] |
| Wirus – „Adrenalina” (gościnnie: AbradAb)                                              | 2014 | NuCity                                          | 60 kilo wersów            | [ 121 ] |
| Wielki Elektronik – „Presja” (gościnnie: AbradAb, Gruber, Indo)                        | 2017 | Bartosz Połeć                                   | –                         | [ 122 ] |
| Pokahontaz – „Czarna dziura” (gościnnie: AbradAb, Miły ATZ)                            | 2019 | Dawid Twardowski/MaxFloStudio                   | Renesans                  | [ 123 ] |
| Wojciech Ciuraj – „Dwa żywioły” (gościnnie: AbradAb)                                   | 2020 | –                                               | Dwa żywioły               | [ 124 ] |
| Good Vibe Cartel – „GoodVibeCypher#9” (gościnnie: AbradAb, Oxon, Mati Ważny, Kruck)    | 2020 | –                                               | GoodVibeCypher            | [ 125 ] |
| Gromee – „Powiedz mi (kto w tych oczach mieszka)” (gościnnie: AbradAb, Ania Dąbrowska) | 2020 | Paweł Grabowski                                 | Tiny Sparks               | [ 126 ] |
| Happysad – „Nasza jest noc” (gościnnie: AbradAb)                                       | 2021 | Grzegorz Lipiec                                 | Odrzutowce i kowery       | [ 127 ] |
| Czasin – „Sol” (gościnnie: AbradAb)                                                    | 2021 | –                                               | El Teatro                 | [ 128 ] |
| Skorup, Jazz Gang Beatz – „Bocianie gniazda” (gościnnie: AbradAb)                      | 2022 | Filminati                                       | Bocianie gniazda EP       | [ 129 ] |
| Narodowa Orkiestra Dęta w Lubinie – „To co mam” (gościnnie: AbradAb, Rahim, Kleszcz)   | 2022 | Paweł Ubycha, Tomasz Pawłowski                  | WINDRap! Orchestra Vol. 1 | [ 130 ] |
| KONTRABANDA – „Gra o tron” (gościnnie: AbradAb)                                        | 2024 | Bartosz Rusiecki                                | Gra o tron                | [ 131 ] |

## Nagrody i wyróżnienia
| Rok  | Kategoria | Nagroda                          | Rezultat   | Źródło          |
| ---- | --- | -------------------------------- | ---------- | --------------- |
| 2004 | Album roku hip-hop/ R&B (Czerwony album) | Fryderyk                         | Laureat    | [ 132 ]         |
| 2004 | Wideoklip roku („Rapowe Ziarno 2 (Szyderap)”) | Fryderyk                         | Nominacja  | [ 132 ]         |
| 2004 | Płyta roku (Czerwony Album) | Ślizgery 2004                    | 2. miejsce | [ 133 ] [ 134 ] |
| 2004 | Utwór roku („Rapowe ziarno 2 (Szyderap)") | Ślizgery 2004                    | 2. miejsce | [ 133 ] [ 134 ] |
| 2004 | Teledysk roku („Rapowe ziarno 2 (Szyderap)") | Ślizgery 2004                    | 3. miejsce | [ 133 ] [ 134 ] |
| 2004 | Wykonawca roku | Ślizgery 2004                    | 2. miejsce | [ 133 ] [ 134 ] |
| 2005 | Najlepszy teledysk („Rapowe ziarno 2 (Szyderap)") | Europejskie Nagrody Muzyczne MTV | Laureat    | [ 135 ]         |
| 2005 | Najlepszy polski artysta | Europejskie Nagrody Muzyczne MTV | Nominacja  | [ 136 ]         |
| 2005 | Album hip hop (Czerwony album) | Superjedynki                     | Nominacja  | [ 137 ]         |
| 2005 | Yach Internautów („Rapowe ziarno 2 (Szyderap)") | Yach Film                        | Laureat    |                 |
| 2005 | Grand Prix („Rapowe ziarno 2 (Szyderap)") | Yach Film                        | Nominacja  | [ 138 ]         |
| 2005 | Reżyseria („Rapowe ziarno 2 (Szyderap)") | Yach Film                        | Nominacja  | [ 138 ]         |
| 2005 | Animacja („Rapowe ziarno 2 (Szyderap)") | Yach Film                        | Nominacja  | [ 138 ]         |
| 2005 | Polska płyta roku (Emisja spalin) | Plebiscyt WuDoo/Hip-hop.pl       | Nominacja  | [ 139 ]         |
| 2005 | Polski Wykonawca roku | Plebiscyt WuDoo/Hip-hop.pl       | Nominacja  | [ 140 ]         |
| 2006 | Scenariusz („Rap to nie zabawa już") | Yach Film                        | Laureat    |                 |
| 2006 | Album roku hip-hop/ R&B (Emisja spalin) | Fryderyk                         | Nominacja  | [ 141 ]         |
| 2006 | Album hip hop (Emisja spalin) | Superjedynki                     | Nominacja  | [ 142 ]         |
| 2006 | Nagroda publiczności – Udział w konkursie („Państwo jest nasze") | Nowe Horyzonty                   | Nominacja  | [ 143 ]         |
| 2008 | Polska płyta roku (Ostatni Poziom Kontroli) | Plebiscyt WuDoo/Hip-hop.pl       | Nominacja  | [ 144 ]         |
| 2009 | Album roku hip-hop/ R&B (Ostatni poziom kontroli) | Fryderyk                         | Nominacja  | [ 145 ]         |
| 2010 | Płyta roku (Abradabing) | Popkillery                       | Laureat    | [ 146 ]         |
| 2010 | Polska płyta roku (Abradabing) | Plebiscyt WuDoo/Hip-hop.pl       | Nominacja  | [ 147 ]         |
| 2010 | Polski wykonawca roku | Plebiscyt WuDoo/Hip-hop.pl       | Nominacja  | [ 148 ]         |
| 2011 | Singiel Dekady („Miasto Jest Nasze") | Popkillery                       | Laureat    | [ 149 ]         |
| 2011 | Album roku hip-hop/ R&B/ reggae (Abradabing) | Fryderyk                         | Laureat    | [ 150 ]         |
| 2011 | Album roku muzyka alternatywna (Męskie Granie 2010) – Smolik, AbradAb, Maleńczuk, Waglewski, Mitch&Mitch, Pogodno, Fisz Emade, Kim Nowak, DJ Eprom, OXY.GEN, Voo Voo, Jacaszek) | Fryderyk                         | Laureat    | [ 151 ]         |
| 2011 | Piosenka roku („Mamy Królów na Banknotach") | Onet – Najlepsi                  | Nominacja  | [ 152 ]         |
| 2017 | Montaż („Presja") (wspólnie z: Wielki Elektronik, Gruber, Indo) | Yach Film                        | Nominacja  | [ 153 ]         |
| 2018 | Płyta Miesiąca (048) | Popkillery                       | Nominacja  | [ 154 ]         |
| 2019 | Album roku hip-hop/ R&B (048) | Fryderyk                         | Nominacja  | [ 155 ]         |
| 2019 | Album Roku (Nagroda Publicznośći) (048) | Popkillery                       | Nominacja  | [ 156 ]         |
| 2019 | Teledysk Roku („Powietrze") | Popkillery                       | Nominacja  | [ 157 ]         |
| 2019 | Raper Roku | Popkillery                       | Nominacja  | [ 158 ]         |
| 2021 | Teledysk Roku („Co tam słychać?") | Popkillery                       | Nominacja  | [ 159 ]         |
| 2023 | Śląski Raper 30-lecia | Popkillery                       | 2. miejsce | [ 160 ]         |

## Filmografia

### Filmy
| Tytuł                         | Rok  | Uwagi                                                                     | Źródło  |
| ----------------------------- | ---- | ------------------------------------------------------------------------- | ------- |
| „Kielce – Czyli Polski Bronx” | 1995 | film dokumentalny, reżyseria: Bogna Świątkowska, Marek Lamprecht          | [ 161 ] |
| „Poniedziałek”                | 1998 | film fabularny, jako diler narkotyków, 1998, reżyseria: Witold Adamek     | [ 162 ] |
| ,,Kaliber 44”                 | 1999 | krótkometrażowy film dokumentalny, reżyseria: Aneta Chwalba, Michał Bebło | [ 163 ] |
| „Mówią Bloki, Człowieku”      | 2000 | film dokumentalny, reżyseria: Joanna Rechnio, produkcja: MTV              | [ 164 ] |
| „Blokersi”                    | 2001 | film dokumentalny, reżyseria: Sylwester Latkowski                         | [ 165 ] |
| „Mówią Bloki, Człowieku 2”    | 2001 | film dokumentalny, reżyseria: Joanna Rechnio, produkcja: MTV              | [ 166 ] |
| „Drogi”                       | 2012 | film dokumentalny, reżyseria: Małgorzata Ruszkiewicz                      | [ 167 ] |

### Seriale
| Tytuł            | Rok         | Uwagi                                                                 | Źródło  |
| ---------------- | ----------- | --------------------------------------------------------------------- | ------- |
| „Ziomek”         | 2006        | serial animowany, rola dubbingowana, reżyseria: Laurent Nicolas       | [ 168 ] |
| „Dzieciaki”      | 2013 – 2014 | serial fabularny, reżyseria: Anna Jadowska, Dariusz Twaróg            | [ 169 ] |
| „Cały ten rap”   | 2024        | serial dokumentalny, reżyseria: Piotr Szubstarski, produkcja: Netflix | [ 170 ] |
| „Rap generation” | 2025        | serial reality show, talent show, produkcja: Rochstar                 | [ 171 ] |

### Telewizja
| Tytuł                  | Rok  | Uwagi                                                                     | Źródło  |
| ---------------------- | ---- | ------------------------------------------------------------------------- | ------- |
| „Kuba Wojewódzki”      | 2004 | program telewizyjny typu talk-show                                        | [ 172 ] |
| „Rap Kanciapa”         | 2004 | program telewizyjny typu talk-show                                        | [ 173 ] |
| „Rap Pakamera”         | 2006 | program telewizyjny typu talk-show, E27                                   | [ 174 ] |
| „Pytanie na śniadanie” | 2012 | polski magazyn poranny emitowany na antenie TVP2, TVP Polonia, TVP Wilno  | [ 175 ] |
| „Dzień dobry TVN”      | 2013 | poranny magazyn emitowany na antenie TVN                                  | [ 176 ] |
| „Made in Polska”       | 2013 | program telewizyjny emitowany na antenie TVP 2, S01 E03                   | [ 177 ] |
| „Kuba Wojewódzki”      | 2016 | program telewizyjny typu talk-show, S27E04                                | [ 178 ] |
| „Dzień dobry TVN”      | 2023 | poranny magazyn emitowany na antenie TVN                                  | [ 179 ] |
| „Pytanie na śnadanie”  | 2025 | polski magazyn poranny emitowany na antenie TVP 2, TVP Polonia, TVP Wilno | [ 180 ] |

### Muzyka/słowa
| Tytuł           | Rok  | Uwagi                                                          | Źródło  |
| --------------- | ---- | -------------------------------------------------------------- | ------- |
| „80 milionów”   | 2011 | utwór: „My nadal (chcemy być sobą)” (oraz: Grzegorz Markowski) | [ 181 ] |
| „Jesteś Bogiem” | 2012 | polski dramat filmowy, reżyseria: Leszek Dawid (muzyka, słowa) | [ 182 ] |

### Inne
| Tytuł                                                         | Rok  | Uwagi                                                                                  | Źródło  |
| ------------------------------------------------------------- | ---- | -------------------------------------------------------------------------------------- | ------- |
| „Encyklopedia polskiego hip-hopu”                             | 2004 | reportaż, reżyseria: Barbara Adamczyk, Piotr Tarasiewicz                               | [ 183 ] |
| „„POLSKI RAP: PRAWDZIWA HISTORIA” część 7 – Dab – Kaliber 44” | 2004 | reportaż, reżyseria/scenariusz: Flintstone, produkcja: Łukasz Kowalski, Maria Wieteska | [ 184 ] |
| „Państwo Jest Nasze”                                          | 2005 | wideoklip do utworu z płyty Czerwony Album, reżyseria: Magdalena Osińska               | [ 185 ] |
| „Paktofonika. Hip-Hopowa podróż do przeszłości”               | 2009 | reportaż, reżyseria/scenariusz: Marta Dzido, Piotr Śliwowski                           | [ 186 ] |